# 三色胡椒
三色胡椒（学名：Piper tricolor）是胡椒科胡椒属的植物，为中国的特有植物。分布在中国大陆的云南等地，目前尚未由人工引种栽培。